# Ed van Dommelen
Eduardus Hendricus (Ed) van Dommelen (Westdorpe, 27 september 1934 – Huijbergen, 7 maart 2021) was een Nederlands politicus van de KVP en later het CDA.
Hij begon zijn ambtelijke loopbaan in 1951 bij de gemeentesecretarie van Philippine en maakte in 1959 de overstap naar de gemeente Hooge en Lage Zwaluwe. Hij was daar chef van de afdeling interne en algemene zaken maar ook waarnemend gemeentesecretaris voor hij in mei 1977 benoemd werd tot burgemeester van Huijbergen. Op 1 januari 1997 ging die gemeente op in de gemeente Woensdrecht waarmee zijn functie kwam te vervallen. Vanaf 1 december 2000 was Van Dommelen nog een half jaar de waarnemend burgemeester van Rucphen tot Rinus Everaers daar benoemd werd als burgemeester.
Hij overleed op 86-jarige leeftijd.